# Monday.com
monday.com(한국어: 먼데이 닷컴)은 팀 관리를 위한 웹 및 모바일 애플리케이션이다. 2019년 기준으로 200여 개의 수직시장(vertical markets)에서 8만여개의 비기술단체에 서비스를 제공하고 있다. Forrester, Inc.는 "monday.com은 매우 유연한 계획과 추적 기능을 제공함으로써 업무 관리에 탁월하다"고 말한다. 먼데이닷컴은 2019년 7월 시리즈D 펀딩으로 1억5천만달러(약 1천800억원) 규모 투자를 받고 기업가치 약 3조원 수준의 평가를 받은 '유니콘' 스타트업으로, 190개 이상 국가에서 12만개 이상 기업의 약 80만 규모 사용자를 보유하고 있다.

## 역사
이 제품은 2010년 이스라엘의 기업인 Wix.com에 의해 시작했다. 2012년 2월 이 제품은 윅스를 떠나 'daPulse'라는 별개의 회사가 되었고, 현재는 Wix.com의 직원이었던 '로이 맨'이 CEO로 있다. 그해에 8월까지 150만 달러의 기금을 모았다.
2016년 6월, monday.com은 760만 달러의 이익을 얻은 A시리즈의 종료를 발표했다.
monday.com은 2017년 4월까지 2500만 달러를 모았다.
2017년 11월, monday.com은 브랜드 명을 daPulse에서 Monday.com으로 변경했다.
2018년 7월, monday.com은 C시리즈에서 5000만 달러의 이익을 얻었다.
2019년 7월 monday.com은 1억5000만 달러의 이익을 얻은 시리즈 D를 조성해 총 2억3410만 달러의 자금을 조달했다고 발표했다. 이 라운드는 Hamilton Lane, HarbourVest Partners, ION 크로스오버 파트너, 빈티지 투자 파트너의 참여로 사파이어 벤쳐스가 이끌었다.(Sapphire Ventures)
2019년 9월 monday.com은 한국 구글지도 프리미어파트너인 SPH와 파트너십을 체결하여 한국마켓에 본격적으로 진출하였다.

## 제품
글로벌 협업툴인 먼데이닷컴은 영업, 마케팅, 개발, 이벤트 관리, 온라인 상점, 오프라인 제조업, HR, 교육 등 여러 산업과 직무를 아울러 프로젝트와 작업을 시각적으로 관리할 수 있는 기능을 제공한다. 모바일 앱 플랫폼으로서 프로젝트 확인, 마감일, 팀 협업 등 업무 관리가 가능하다. 이 제품은 연구개발, 마케팅, 영업, 제품, 고객관리 등 광범위한 사업운영에 맞게 맞춤 제작이 가능하며, 고객을 200대 이상의 업종에서 온 사업으로 규정한다. 사용자는 자기 업무를 동기화하여 작업할 수 있고 각기 다른 프로젝트를 맞춤형 보드로 구성하는 등 편리하고 손쉬운 시각화와 커스터마이징 기능을 활용할 수 있다.